# Unión Internacional de Organizaciones Juveniles Socialistas
La Unión Internacional de Organizaciones Juveniles Socialistas (en alemán Internationale Verbindung Sozialistischer Jugendorganisationen, IVSJO) fue una rama juvenil de la Segunda Internacional fundada del 24 al 26 de agosto de 1907 en Stuttgart. La IVSJO tuvo su sede en Viena (Austria). Sus secretarios fueron Hendrik de Man hasta 1908, en que el cargo fue asumido por Robert Danneberg (1908-1915).
En abril de 1915 se realiza una conferencia en Berna (Suiza) donde asisten nueve delegaciones, en la que surgen diferencias de opinión sobre la situación de la guerra que llevan a una ruptura posterior ese mismo año. Se crea el Buró Internacional de la Juventud encabezado por Willi Münzenberg. Esta organización mantiene relaciones con la izquierda de Zimmerwald (grupos socialistas contrarios a la guerra), que en 1919 crean la Internacional de la Juventud Comunista, que se asocia a la Internacional Comunista.
Los grupos socialdemócratas crean la Internacional de Juventudes Obreras (1921-1923, afiliada a la Segunda Internacional) y la Unión Internacional de Organizaciones de la Juventud Socialista (1921-1923, afiliada a UPSAI). Estas dos últimas se fusionan para crear la Internacional de la Juventud Socialista en 1923 durante el Congreso fundacional de la Internacional Obrera y Socialista.
Conferencias de la IVSJO
- 1907 Stuttgart (Alemania)
- 1910 Copenhague (Dinamarca)
- 1912 Basilea (Suiza)
- 1915 Berna

- Datos: Q11704914